# 2024 (مسلسل)
2024 مسلسل تلفزيوني لبناني أنتج وعُرض في سنة 2024 خلال شهر رمضان، من إخراج فيليب أسمر ومن تأليف بلال شحادات، ومن بطولة نادين نسيب نجيم، محمد الأحمد، ويتألف المسلسل من 15 حلقة.

## قصة المسلسل
بعد كل ما تعرضت له النقيب "سما" في القضية (2020) تقرر العودة، واستئناف عملها مرة أخرى، وبقوة، حيث تواجه تحديات وصعوبات في عملها الأمني، وتصبح حياتها مربوطة بشخصية "لؤي الديب".

## طاقم العمل
- نادين نسيب نجيم: (النقيب سما)
- محمد الأحمد: (لؤي الديب)
- رفيق علي أحمد: (الغول)
- وسام صليبا: (أيمن)
- طوني عيسى: (هرم)
- كارمن لبس (رسمية)
- تالين أبو رجيلي: (ميرا)
- يوسف حداد: (العميد غسان)
- جبريال يمين: (عماد)
- فؤاد شرف الدين: (والد سما)
- نتاشا بيضون: (غادة)
- إلين أحمر
- عادل شديد